# El Rodeo, Querétaro Arteaga
El Rodeo är en ort i Mexiko.   Den ligger i kommunen San Juan del Río och delstaten Querétaro Arteaga, i den sydöstra delen av landet, 140 km nordväst om huvudstaden Mexico City. El Rodeo ligger 2 037 meter över havet och antalet invånare är 772.
Terrängen runt El Rodeo är kuperad söderut, men norrut är den platt. Terrängen runt El Rodeo sluttar norrut. Runt El Rodeo är det ganska tätbefolkat, med 230 invånare per kvadratkilometer. Närmaste större samhälle är San Juan del Río, 4,6 km norr om El Rodeo. Trakten runt El Rodeo består i huvudsak av gräsmarker.